# Piccolo levriero italiano
Il  levriero  (en. Italian greyhound; latino Vertragus) è una razza canina di origine italiana riconosciuta dalla FCI (Standard N. 200, Gruppo 10, Sezione 3). È il più piccolo dei levrieri ed una delle razze canine più antiche, ben testimoniata da reperti archeologici e fonti letterarie dell'Impero romano.

## Storia

### Origini
Le origini del Piccolo Levriero Italiano (acronimo "PLI") sono molto antiche: sono stati ritrovati scheletri fossili di cani molto simili all'attuale, risalenti a circa 5000 anni fa in Egitto, dove si ritiene che la razza abbia avuto origine. Presumibilmente per tramite dei Greci, il piccolo levriero passò poi in Italia ove venne raffigurato in rilievi, sculture ed affreschi sia etruschi sia romani e menzionato, con il nome latino di Vertragus, in numerose fonti letterarie.

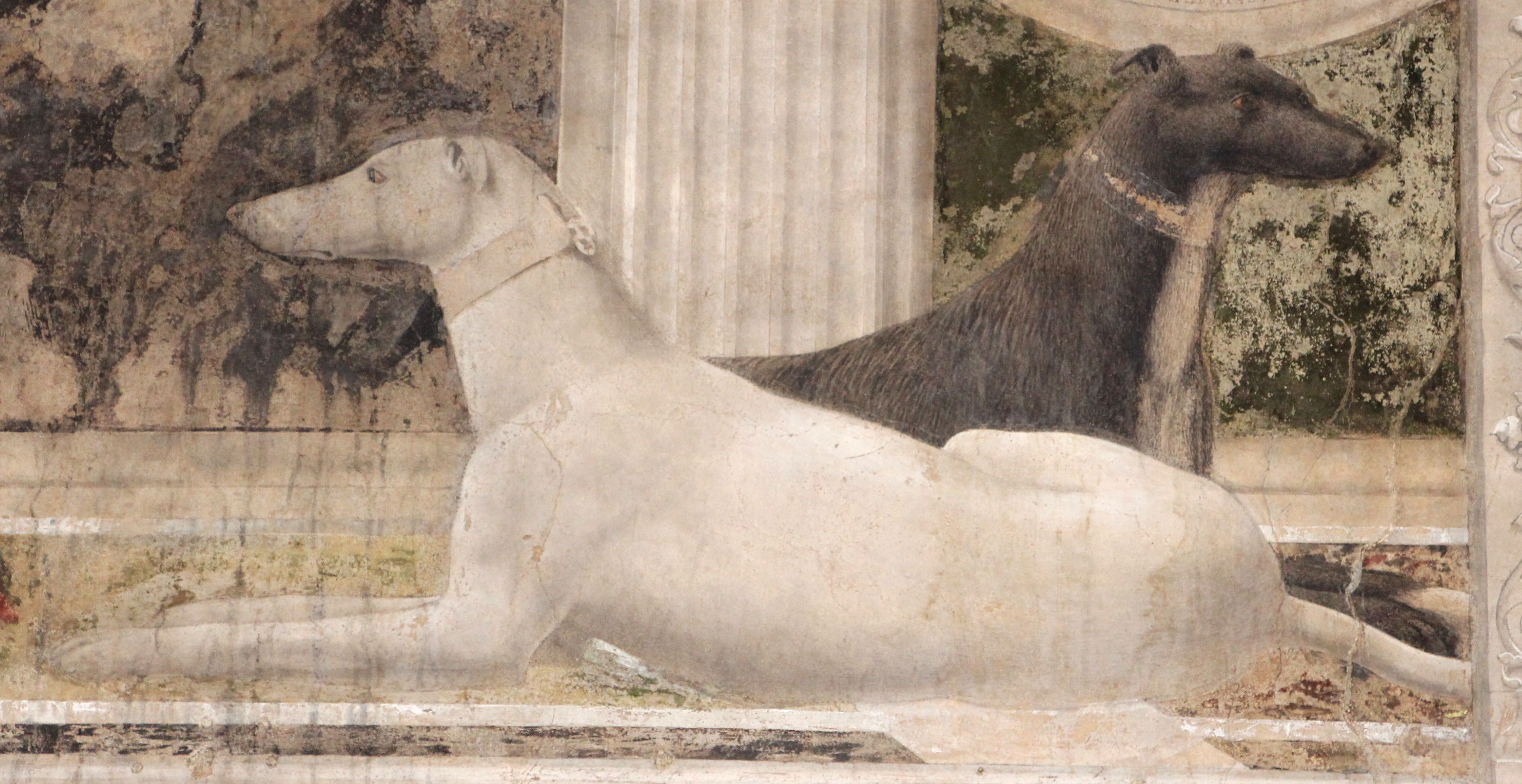
Particolare dei levrieri nell'affresco di Sigismondo Pandolfo Malatesta in preghiera davanti a san Sigismondo di Piero della Francesca, 1451, Tempio Malatestiano

Lo vediamo così attraversare il Medioevo (lo troviamo dipinto persino da Giotto) per poi approdare a quella che è stata probabilmente la sua età d'oro, vale a dire il Rinascimento, quando è stato ritratto da artisti come Michelangelo, e successivamente da molti altri pittori (ad esempio Giambattista Tiepolo); sappiamo inoltre che numerosi personaggi importanti della Storia, nonché dame illustri e letterati, hanno posseduto piccoli levrieri (Federico il Grande e Caterina II di Russia per fare due nomi). A giudicare dalle testimonianze, il PLI è stato sempre allevato sia come cane da caccia che come cane da compagnia; la sua specialità erano la caccia al fagiano (che faceva alzare in volo) e alla lepre (che invece inseguiva).

### Età Contemporanea
Nel XIX secolo il PLI è impiegato sempre di più come cane da compagnia, finché si raggiunge una vera e propria crisi: soggetti nani, fragili, delicatissimi e senza il benché minimo istinto venatorio al punto che il naturalista Brehm lo definì: “nato per riposare su morbidi tappeti”.
L’inserimento del sangue Whippet, “all’epoca molto vicino al Levriero Italiano”, aiutò allevatori Inglesi, Tedeschi e Francesi a far rinascere la Razza, che tra la fine del 1800 e la prima metà del 1900 tornò in Italia, grazie all’allevamento di Solcio [Emilio e Adelaide Cavallini] e di Peltrengo [Giulia Ajó Montecuccoli degli Enri]. {fonte Rassegna Cinofila} .
Nel secondo dopoguerra, proprio in Italia, si diede una svolta all'allevamento, grazie soprattutto al lavoro della Marchesa Maria Luisa Incontri Lotteringhi della Stufa (titolare dello storico allevamento “del Calcione”), ritornando all'ideale di cane elegante ma comunque “levriere”. Ecco così il passaggio dal gruppo 9 (quello dei cani da compagnia) al 10 (quello dei levrieri) e la modifica dello standard (1984) per quel che riguarda l'andatura: da “elegante, saltellante”, e quindi leziosa e anti-funzionale, che comporta anche un anteriore esageratamente stretto, a “leggera, elastica ed armonica”, più consona a un levriere.

## Aspetto e carattere
Il piccolo levriero italiano è un vero e proprio levriero in miniatura, elegante e aggraziato. Ossatura piatta e leggera, le fasce muscolari ben disegnate ed evidenti, un angolo scapolo omerale molto aperto, una groppa larga, lunga, muscolosa e molto scoscesa, la tipica levrettatura dell'addome. Nello Standard del levriero le proporzioni sono importanti: la lunghezza del tronco deve essere uguale o minore dell’altezza al garrese. La lunghezza del muso deve essere uguale alla metà della lunghezza della testa. È ammessa una lunghezza della testa fino al 40% dell'altezza al garrese.
Il piccolo Levriero italiano è dolce e facile da addestrare, al contrario del Levriero classico che ha un carattere fiero, con una tendenza a disubbidire se il padrone non merita la sua stima più assoluta.

### Fonti
- Grazio Falisco (I secolo a.C.), Cynegeticon.
- Arriano (II secolo), Cynegeticus.

### Studi
- Canton M (2015), Levrieri & Segugi primitivi
- Incontri ML (1956), Il piccolo levriero italiano nell'arte e nella storia.